# Sheila García Gómez
Sheila García Gómez (Yunquera de Henares, Guadalajara, 15 de març de 1997), coneguda només com a Shei, és una futbolista espanyola. Juga de davantera i el seu equip actual és l'Atlètic de Madrid de la Primera Divisió Femenina d'Espanya. És internacional absoluta per la selecció espanyola des del 2019.

## Trajectòria

### Inicis
Sheila va començar jugant en l'equip del seu poble, el Club Deportivo Yunquera. Després d'un any en el Deportivo Guadalajara va passar al Dinamo Guadalajara, on va jugar com a davantera durant 5 temporades en diferents formats de la Segona Divisió. En 2015 li van atorgar la Pilota d'Or de Castella-la Manxa com a millor jugadora de la Lliga Nacional Femenina per la seua "competitivitat i la seua gran qualitat tècnica".

### Rayo Vallecano
El 2016 va fitxar pel Rayo Vallecano de Miguel Ángel Quejigo. Va debutar com a titular a la primera jornada de la Primera Divisió el 3 de setembre de 2016 amb derrota per 2-0 davant l'Atlètic de Madrid. El seu primer gol amb el Rayo va arribar el 15 d'octubre davant el Saragossa CFF. Sheila va jugar els 30 partits de lliga, 23 d'ells com a titular, i va marcar 6 gols en total, contribuint que el Rayo concloguera la lliga en setena posició. El resultat les va classificar per a disputar la Copa de la Reina, en què van caure a la pròrroga dels quarts de final davant l'Atlètic de Madrid.
En la segona temporada al Rayo va jugar 27 dels 30 partits de lliga, 25 com a titular, i va fer 5 gols. Un va servir per a trencar la ratxa de l'Atlètic de Madrid que acumulava 44 jornades sense perdre. El Rayo va concloure la temporada en onzena posició, sense accés a la competició copera i amb marge sobre el descens.

La temporada 2018-19 l'equip va estar dirigit per Irene Ferreras, amb la qual va adaptar la posició a la de carrilera. Va jugar 28 partits, tots ells com a titular i va marcar dos gols. Les seues bones actuacions van ser premiades amb el debut amb la selecció Absoluta en finalitzar la temporada, i la seua inclusió en l'Once d'Or de Futbol Draft. L'equip va estar lluitant per evitar el descens durant tota la temporada, cosa que va aconseguir acabant en dotzena posició. En la Copa de la Reina van aconseguir els quarts de final després de superar al Sporting de Huelva en penals, i perdre davant la Reial Societat.

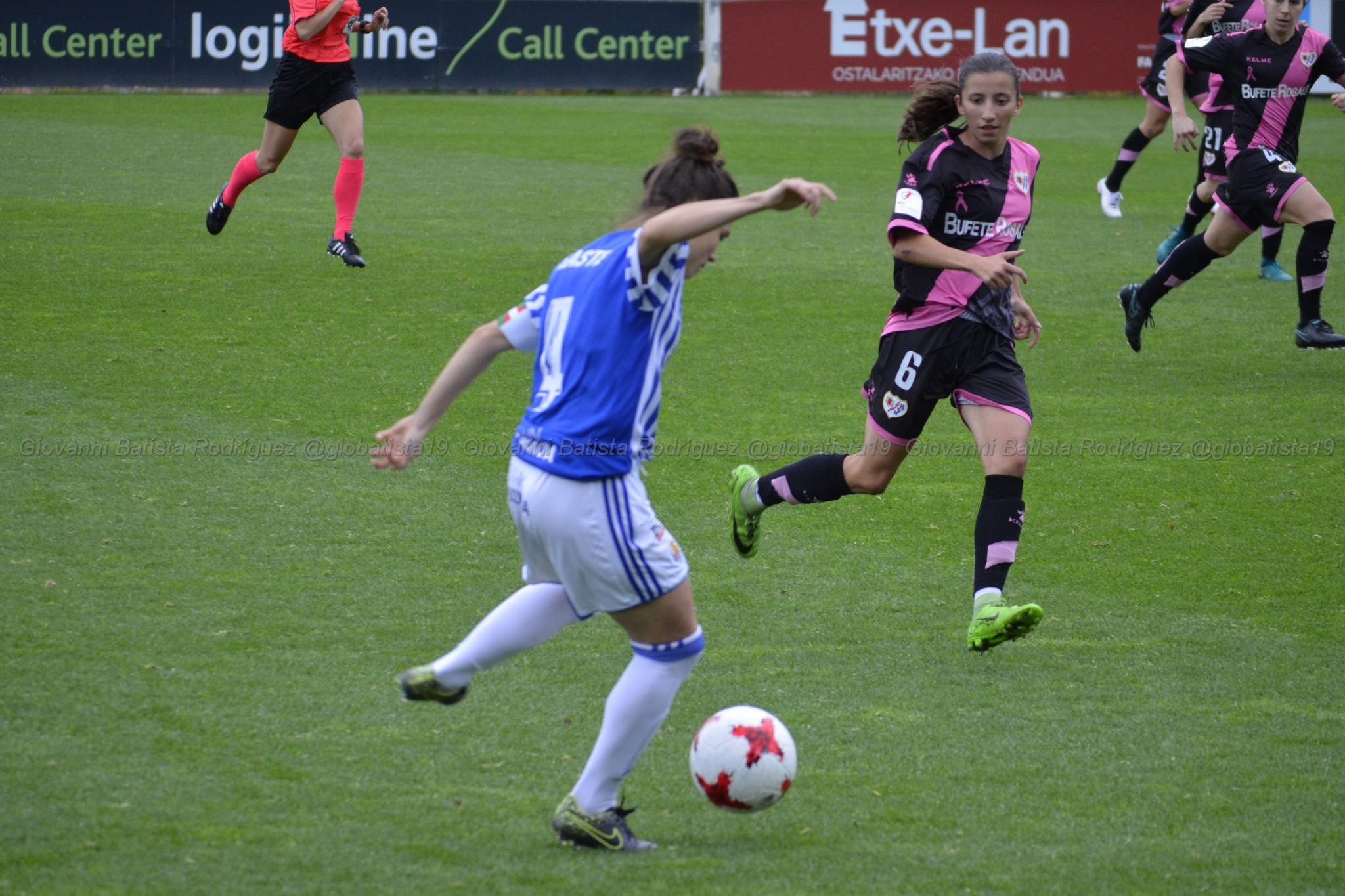
Sheila García amb el Rayo Vallecano

La següent temporada es va fer càrrec de l'equip Carlos Santiso. A les seues ordres Sheila va jugar de migcampista. Va jugar 20 dels 21 partits que es van disputar abans de la cancel·lació de la competició per la Covid-19, i va marcar dos gols. El primer d'ells, que li va donar els tres punts al Ryo davant el Llevant, va ser destacat pels mitjans de comunicació per la seva bella factura. Amb un estil rocós l'equip va aconseguir bons resultats i va acabar en vuitena posició en la lliga. En la Copa de la Reina van ser eliminades en primera ronda pel CD Tacón. Sheila va ser triada com la millor jugadora de la primera meitat de la temporada pels afeccionats de l'equip. Durant el confinament Sheila va representar al seu equip en un torneig solidari de FIFA 20 organitzat per la Real Federació Espanyola de Futbol que va acabar guanyant. Després va representar Espanya contra el Brasil, i va perdre davant Bia Zaneratto. Posteriorment va anunciar que jugaria un any més en el Rayo per a madurar abans de sortir a un altre club.
La temporada 2020-21 va jugar 30 dels 34 partits del campionat. Segons les seues pròpies paraules es va prendre el futbol de manera més professional, cuidant més l'alimentació i el descans, va tornar a destacar i ser triada per l'afició com a millor jugadora de l'equip en la primera volta. Va marcar quatre gols, dos d'ells en la part final de la temporada davant Sevilla i Betis que van ajudar al fet que l'equip no descendira a Segona Divisió.

### Atlètic de Madrid
El 2021 va fitxar per l'Atlètic de Madrid. Va debutar amb l'equip blanc-i-roig el 4 de setembre de 2021, donant una assistència de gol a la victòria per 5-0 sobre el Rayo Vallecano a la primera jornada de lliga. El 31 d'octubre va marcar el seu primer gol com a blanc-i-roja davant el Vila-real. Encara que al principi li va costar entrar a l'equip, amb ajuda psicològica va acabar sent titular durant la resta de la temporada, aprofitant la seua polivalència per a jugar en ambdues bandes al centre del camp o la defensa, on va acabar assentant-se com a lateral dret. Les bones actuacions la van tornar a portar a la selecció nacional, i va ser escollida millor jugadora de l'equip els mesos de febrer i abril. Van acabar la temporada en quarta posició a un punt de la tercera plaça que donava la darrera quota per disputar la Lliga de Campions. Van ser finalistes a la Supercopa, en què van perdre davant el FC Barcelona. A la Copa de la Reina l'equip va caure a huitens de final davant l'Sporting de Huelva.

## Internacional

### Categories inferiors
El 2015 es va concentrar amb la selecció sub-19, i fins i tot va estar preseleecionada per a disputar el Mundial sub-20 de 2016, encara que al final va ser una de les tres descartades de la convocatòria.
El 13 de maig de 2019 va ser convocada per primera vegada amb la selecció espanyola en substituir a Nerea Eizagirre per lesió. Va debutar el 17 de maig de 2019 en la victòria en un partit amistós per 4-0 sobre Camerún després de substituir a Alba Redondo en la segona part. Va ser la primera alcarreña en jugar per la selecció d'Espanya.
El 2020 va tornar a ser convocada i el seleccionador Jorge Vilda va comentar que la coneixien de les categories inferiors i va destacar el seu talent i implicació. Va jugar dos partits en la Copa SheBelieves.
Al febrer de 2022, enmig d'una destacada temporada amb l'Atlètic de Madrid, va tornar a jugar a l'Arnold Clark Cup, i va jugar el seu primer partit classificatori per al Mundial.
Va ser convocada en la primera llista de seleccionades per a l'Eurocopa de 2022. El 27 de juny va formar part de la convocatòria final per a disputar el campionat.